# J・ディラ
J Dilla（ジェイディラ、1974年2月7日 - 2006年2月10日）は、アメリカのミュージシャン、音楽プロデューサー、作曲家、歌手。本名James Dewitt Yancey。ミシガン州デトロイト生まれ。アメリカでヒップホップとR&Bを中心に幅広く活躍したプロデューサー（ビートメーカー）、MC（ラッパー）である。初期はJay Dee（ジェイディー）、後期はJ Dillaの名で、グループとしてはスラム・ヴィレッジ、1st Down、The Ummah、The Soulquariansの一員として、またサイドプロジェクトではJaylibとして数多くの作品を発表した。

## 経歴

### 幼少時代
J Dillaは4人兄弟の2番目として、母は元オペラ歌手、父はジャズベーシストという音楽に恵まれた環境に生まれる。彼は幼い頃から彼の両親から音楽を学ぶと共に様々なレコードを集めており、そのレコードの影響もあって様々な楽器の演奏、そしてラップに情熱を傾けるようになる。高校に入学後、彼は学友のT-3、バーティンと、自身はJay Deeとしてスラム・ヴィレッジを結成すると共にテープデッキでビートの作成を開始した。

### 初期の活動と成功
1992年になると、元FunkadelicのキーボーディストであるAmp FiddlerはJay Deeの才能に感動しテープエディットしか知らなかったJay DeeにMPCの使い方を教える。Jay DeeはMPCの使い方を素早くマスターし、1994年にその機材で作ったデモテープがAmp Fiddlerを介してA Tribe Called Questのツアーでデトロイトを訪れていたQ-Tipの手に渡る。これがきっかけで後述するThe Pharcydeの2ndアルバムとThe Ummahに関わることになる。1995年になるとJay DeeはMCのPhat Katと1st Downを結成、デトロイトで初めてメジャーレーベル（Paydayレコーズ）と契約したヒップホップグループとなった（ただし、Paydayレコーズの倒産によってたった1枚のシングルを発表したのみ）。
同年、The Pharcydeの2ndアルバム『Labcabincalifornia』の『Runnin'』『Drop』を含む6曲の制作とシングルでのリミックスを手がける。本来Q-Tipが手がけるはずであったが、Q-Tipは多忙のためにデモテープで気に入っていたJay Deeに制作を委託。1996年にこのアルバムからのセカンドカット『Runnin'』が大ヒットし、またスパイク・ジョーンズが監督したB面曲『Drop』のPVがその奇抜な映像で反響を呼び、Jay Deeは一躍新人プロデューサーとしてデトロイトのみならずアメリカ全土に広く知れ渡る事になった。また同年にはDe La Soul、Busta Rhymesやア・トライブ・コールド・クエスト等のシングルやそのリミックスを手がけ、特にア・トライブ・コールド・クエストとはメンバーであるQ-Tip、Ali Shaheed Muhammad（後年Tony! Toni! Toné!のRaphael Shadeeqが加入）でプロデューサー・チーム「ウマー」を結成。ウマ―は、ア・トライブ・コールド・クエストの4thおよび5th、Q-Tipのソロアルバムやジャネット・ジャクソン等、様々な大物のアーティストを手がける一方、インディーレーベルからスラム・ヴィレッジの1stアルバム『Fantastic Vol.1』のリリース等、Jay DeeはHip HopのみならずR&Bとしても最も有名なプロデューサーの1人になった。

### 最盛期とソロとしての活動
2000年代に入るとスラム・ヴィレッジは『Fantastic Vol.2』でメジャーデビューすると共に、新しいプロダクションチームThe SoulquariansをThe Rootsのドラマー?uestlove、ディアンジェロ、James Poyserらと共に結成した。また、エリカ・バドゥ、Talib Kweli、コモンらを含む数多くのアーティストに向けて、The SoulqueriansとしてもJay Deeとしてもプロダクションを手がけてヒットを飛ばした。
彼のソロ・アーティストとしてのデビューは、2001年のシングル「Fuck The Police」であった。ファーストアルバム『Welcome 2 Detroit』は、イギリスのインディーレーベルBBEから〈Beat Generationシリーズ〉として発表された。同年、彼は自身の芸名をJay DeeからJ Dillaへと改名し（同業者Jermaine DupriがJ.D.へと改名したため混同を避ける為だと思われる。)、ソロキャリアを追うためにスラム・ヴィレッジから脱退した。
2002年メジャーレーベルMCAでソロとして契約すると、Frank-N-Dankのアルバム『48HRS』全体を手がけるがリリースされず、MCAから商業的な曲を作るように要求され、再度録り直しをするも結局、お蔵入りしてしまった。このことに彼は落胆を表明していた。ちなみに同作は、10年後の2013年にDelicious Vinulレーベルから『48 Hours』のタイトルで発売されている。
彼はラッパーとしてよりはプロデューサーとして知られていたが、MCAからリリースするはずであったアルバムにおいてラップに徹して、プロダクションについては彼が認めるアーティストであったマッドリブ、ピート・ロック、Hi-Tek、Supa Dave West、カニエ・ウェスト、NottzやWaajeedらに依頼した。しかし、このアルバムの音源自体は完成していたものの、2003年にMCAがゲフィン・レコードに吸収されたことを受けて、リリースされずにお蔵入りとなってしまった。ちなみに同作は、2016年に『ザ・ダイアリー』としてリリースされた
。

### 晩年と死後
2002年にロサンゼルスのプロデューサーでMCであるマッドリブと共にJaylibというグループを組み、2003年に『Champion Sound』を発表した。同年、元々弱かった肝臓を痛めて体重が激減する等、体の不調によって活動範囲は非常に限定され、2004年から2005年にかけて作品が減少した。しかし、ビートを作って自身でインターネットでリークしており、病床で音楽を作り続けた。2005年の11月にヨーロッパのツアーで非常にやせ細った体に車椅子でステージに立ち、この時初めて病気の深刻さが知られた。血栓性血小板減少性紫斑病にかかっていた。
2006年2月10日に死亡し、母いわく「死因は心臓停止であった」という。3日前に自宅で32歳の誕生日を迎えて、生前最後のアルバム『ドーナツ』をリリースしていた。
しかし、『ドーナツ』に次ぐオリジナルアルバムとして『The Shining』や『Jay Love Japan』がリリースされたのみならず、彼の死後に出た多くのアーティストによる新譜にもJ・ディラの名前がクレジットされている。未発表音源集や廃盤になっていた音源が続々と発表／再発されるなどしてJ・ディラの音源は世に出続けており、彼の名前は今でもレコードショップの新譜コーナーで見ることができる。その内容や生前の活躍に対して様々なアーティストが哀悼の意やトリビュートソングが発表されている。また、メディア／レコードショップなどで「ネクストJay Dee」という表現でJ・ディラに強く影響を受けた新人の作品がフックアップされていることも多い。

## ディスコグラフィ

### アルバムおよびEP

#### スラム・ヴィレッジとして
- 1997年7月 Fan-Tas-Tic (Vol. 1)（1996年～録音）（当初は非公式発表で2006年に公式再発）
- 2000年6月 Fantastic, Vol. 2（1997年～録音）(Goodvibe) （2010年にCD 2枚組で再発）
- 2000年7月 Best Kept Secret EP（1996年～録音）(Groove Attack)

#### ソロとして
- 2001年2月 Welcome 2 Detroit (Barely Breaking Even)
- 2002年10月 The Official Jay Dee Instrumental Series Vol. 1: Unreleased (EP)
- 2003年1月 Vol. 2: Vintage (EP)
- 2003年2月 Ruff Draft EP (Mummy/Groove Attack)（2007年にStones Throwより再発）
- 2006年2月 『ドーナツ』 - Donuts (Stones Throw)（生前最後の作品）

#### マッドリブとの共作
- 2003年 Jaylib名義, Champion Sound (Stones Throw)（2007年にデラックス盤）

#### 没後作品
（上記の作品の再発を含めて死後に発表されたもの）
- 2006年 Slum Village名義, Fan-Tas-Tic (Vol. 1) (Donut Boy)（1997年の非公式版を公式に再発）
- 2006年 Donuts EP: J. Rocc's Picks (EP)
- 2006年 The Shining (Barely Breaking Even)（インストゥルメンタル版も発売）
- 2007年 Ruff Draft (Stones Throw)（2003年に発表したEPに未発表トラックを追加してCD 2枚組で再発）
- 2007年 Jaylib名義, Champion Sound Deluxe Edition (Stones Throw)（CD 2枚組）
- 2007年 Jay Love Japan (Operation Unknown)（死の直前の2005年にアナウンスされていたものの生前には発表されなかった）
- 2007年 Jay Deelicious: The Delicious Vinyl Years (Delicious Vinyl Records)（Jay Dee時代のコンピレーション・アルバム）
- 2009年 Jay Stay Paid (Nature Sounds) （Pete Rockによってミックスされた）
- 2010年6月 Donut Shop (EP)
- 2010年 Slum Village名義, Fan-Tas-Tic Vol. 1 (Octave)（日本版 ボーナストラック2曲追加）
- 2010年 Slum Village名義, Fantastic Vol. 2.10（1997年～録音）(Barak Records/Octave)（2000年に発表した同名アルバムの10周年版CD 2枚組）
- 2012年3月 Dillatroit (EP)
- 2012年6月 Rebirth of Detroit (Ruff Draft Records)
- 2013年2月 The Lost Scrolls, Vol. 1 (EP)
- 2013年4月 Lost Tapes Reels + More (Mahogani Music)（コンピレーション）
- 2013年8月 Diamonds & Ice (EP)
- 2014年5月 Give Them What They Want (EP)
- 2014年6月 The King of Beats (Yancey Media Group)（Boxセット[4]、のち2016年にCD 2枚組コンピレーション）
- 2015年10月 Dillatronic (Vintage Vibez)（ビート音源のコンピレーション[5]）
- 2016年2月 『ザ・ダイアリー』 - The Diary (PayJay/Mass Appeal)（2002年に制作されたもののお蔵入りとなっていた）
- 2016年2月 The King of Beats II (Yancey Media Group)（初期レア音源コンピレーション iTunes配信[6]、のち同年8月にLP）
- 2016年5月 Jay Love Japan (Vintage Vibez)（公式再発[7]）
- 2016年8月 Back to the Crib (Mixtape)（1999年から2000年の間に制作されたもの[8]）
- 2016年12月 Jay Dee's Ma Dukes Collection (Yancey Media Group)（LP コンピレーション）
- 2017年4月 Motor City (Nature Sounds)
- 2017年11月 J Dilla's Delight Vol.1 & Vol.2 (Yancey Media Group)（LP コンピレーション）
- 2018年5月 Ruff Draft: Dilla's Mix (PayJay)（2003年発表EP、2007年再発CD 2枚組、未発表トラックを再追加して再々発 CD 2枚組）

### シングル
| Year | Title                | Performer                        | Album                                                                                                  |
| ---- | -------------------- | -------------------------------- | --- |
| 1995 | A Day Wit The Homiez | 1st Down                         | V.A. Payday - Representin' The Streets                                                                 |
| 1995 | Runnin'              | The Pharcyde                     | Labcabincalifornia                                                                                     |
| 1996 | Stakes Is High       | デ・ラ・ソウル                   | Stakes Is High                                                                                         |
| 1996 | 1nce Again           | ア・トライブ・コールド・クエスト | 『ビーツ、ライムズ・アンド・ライフ』 - Beats, Rhymes and Life                                          |
| 1996 | Stressed Out         | ア・トライブ・コールド・クエスト | 『ビーツ、ライムズ・アンド・ライフ』 - Beats, Rhymes and Life                                          |
| 1997 | Got 'til It's Gone   | ジャネット・ジャクソン           | 『ザ・ヴェルヴェット・ロープ』 - The Velvet Rope                                                       |
| 1998 | Find a Way           | ア・トライブ・コールド・クエスト | 『ザ・ラヴ・ムーヴメント』 - The Love Movement                                                         |
| 1999 | Vivrant Thing        | Qティップ                        | Amplified                                                                                              |
| 1999 | Breathe & Stop       | Qティップ                        | Amplified                                                                                              |
| 1999 | Get Dis Money        | スラム・ヴィレッジ               | Fantastic, Vol. 2                                                                                      |
| 2000 | Climax (Girl Shit)   | スラム・ヴィレッジ               | Fantastic, Vol. 2                                                                                      |
| 2000 | Raise It Up          | スラム・ヴィレッジ               | Fantastic, Vol. 2                                                                                      |
| 2000 | I Don't Know         | スラム・ヴィレッジ               | Fantastic, Vol. 2                                                                                      |
| 2000 | The Light            | コモン                           | Like Water for Chocolate                                                                               |
| 2000 | Cleva                | エリカ・バドゥ                   | Mama's Gun                                                                                             |
| 2000 | Didn't Cha Know?     | エリカ・バドゥ                   | Mama's Gun                                                                                             |
| 2001 | Fuck The Police      | Jay Dee                          | 『ザ・ダイアリー』 - The Diary                                                                         |
| 2001 | Pause                | Jay Dee                          | Welcome 2 Detroit                                                                                      |
| 2001 | Thru Ya City         | デ・ラ・ソウル                   | 『アート・オフィシャル・インテリジェンス：モザイク・サンプ』 - Art Official Intelligence: Mosaic Thump |
| 2003 | Shoomp/Much More     | デ・ラ・ソウル                   | 『グラインド・デイト』 - The Grind Date                                                                |
| 2003 | The Red              | Jaylib                           | Champion Sound                                                                                         |

### プロデュース
| 年   | タイトル                                                  | パフォーマー           | アルバム             |
| ---- | --------------------------------------------------------- | ---------------------- | -------------------- |
| 1995 | One Little Indian(Jaydee's Hit Remix)                     | Little Indian          | One Little Indian    |
| 1996 | It's Going Down                                           | Mad Skillz             | From Where???        |
| 1996 | The Jam                                                   | Mad Skillz             | From Where???        |
| 1996 | The Rhyme(The Ummah Remix)                                | キース・マーレイ       | enigma               |
| 1996 | Dangerous Ground                                          | キース・マーレイ       | enigma               |
| 1997 | Let Me Be The One(Ummah Remix Featuring Q-Tip)            | ミント・コンディション | Definition of a band |
| 1997 | Let Me Be The One(Ummah Radio remix featuring Phife Dawg) | ミント・コンディション | Definition of a band |
| 1999 | Secrets of the Sand(remix)                                | Mood                   | Doom                 |